# Frits Zernike
Frederik Zernike detto Frits (Amsterdam, 16 luglio 1888 – Amersfoort, 10 marzo 1966) è stato un fisico olandese, vincitore del premio Nobel per la fisica nel 1953, per «la sua dimostrazione del metodo di contrasto di fase, soprattutto per l'invenzione del microscopio a contrasto di fase».